# 俞学圣
俞学圣（：／ Yoo Hak-seong；1927年2月28日—1997年4月3日），韩国陸軍將領、政治人物，1927年生于日治朝鲜庆尚北道醴泉郡。
俞学圣是朴正熙当政时期在军中培育的秘密效忠组织壹会的成员之一。1979年朴正熙遇刺后不久，俞学圣是全斗焕发动的双十二政变核心成员之一。全斗焕掌握政权后，俞学圣曾出任安全企划部部长等职。
1997年，因参与全斗焕主导的叛乱，被判处6年有期徒刑。当年4月3日，在上诉过程中病逝，年70岁。

## 生平
1927年2月28日，俞学圣生于日治朝鲜庆尚北道醴泉郡。1949年毕业于韩国陆军士官学校，旋即参加朝鲜战争。
朴正熙当政时期，俞学圣成为朴正熙在军中培养的秘密效忠组织壹会成员之一。1979年朴正熙遇刺事件发生不久，壹会的领导者全斗焕发起双十二政变，俞学圣是发起政变的核心成员之一。
1980年，以上将军衔退役，获全斗焕任命为安全企划部部长。1982年，因张玲子期票诈骗一案辞去安全企划部部长一职，后参选国会议员，于12、13、14届选举中连续当选。
1997年，因曾参与全斗焕主导的叛乱受追责，被判处6年有期徒刑。当年4月3日，在上诉过程中病逝，享壽70岁。因程序上尚未定罪，因此仍葬于国立大田显忠院。